# Kaldbaksfjørður
El Kaldbaksfjørður és un fiord situat a la costa est de l'illa de Streymoy, a les illes Fèroe. El fiord té una longitud de 7 quilòmetres, una orientació est-oest i desemboca a l'estret de Tangafjørður.
Hi ha tres localitats a les seves ribes: Sund a la costa sud, Kaldbak a la costa nord i Kaldbaksbotnur al fons del fiord. Totes aquestes poblacions formen part del municipi de Tórshavn, capital de l'arxipèlag. La carretera 10, la principal via (Landsveg) de les Illes Fèroe, que connecta les illes de Streymoy i Eysturoy, recorre la costa sud del fiord.